# Devils Diciples
Der Devils Diciples Motorcycle Club (DDMC) ist ein Outlaw-Motorcycle-Club aus Fontana, Kalifornien, der 1967 gegründet wurde. Der Club wird nicht von der American Motorcyclist Association (AMA) anerkannt und deshalb zu den Outlaw Motorcycle Gangs gezählt. Diese Bezeichnung ist keine Wertung hinsichtlich der Kriminalität des Klubs.

## Geschichte
Ursprünglich hatte der Club zwölf Mitglieder, daher der Name „Disciples“ (dt. „Jünger“, vgl. Apostel). Die fehlerhafte Schreibung „Diciples“ ist beabsichtigt. Das Clublogo besteht aus zwei gekreuzten Dreizacken vor einem Motorradrad. Zahlencode ist die 44.
Heute hat der Club Chapter in Alabama, Arizona, Kalifornien, Illinois, Indiana, Michigan und Ohio. Die Hauptquartiere des Clubs liegt im Clinton Charter Township, Michigan, Port Huron, Michigan, und Detroit. Ihre Zahl wird auf um die 150 Mitglieder geschätzt. Der bekannte Kopfgeldjäger und Fernsehstar Duane Chapman war eine Zeitlang Mitglied des Clubs.
In England existieren drei weitere Chapter. Das älteste wurde 1969 in Greater Manchester gegründet. Es folgten ein weiteres Chapter im Norden von Manchester und ein weiteres in Cumbria. 1979 hat sich ein Chapter in Dublin, Irland gegründet. Diese Clubs benutzen statt des US-amerikanischen Patches je einen Teufelskopf. Der englische ist rot-weiß, der irische grün.

## Kontroversen
Das Hells-Angels-Mitglied John R. Bartolomeo wurde zu einer 35-jährigen Haftstrafe verurteilt, weil er am 29. Juni 1995 ein Devils-Diciples-Mitglied ermordet hat. Phil Muollo, ein Agent der US-Behörde Drug Enforcement Administration (DEA), der in die Hells Angels eingeschleust wurde, gab an, Bartolomeo sei ein „Prospect“ (Anwärter) der Hells Angels gewesen und habe ein Mitglied der rivalisierenden Gang ermordet, um Vollmitglied zu werden.
Seit 1995 wurden einige Mitglieder des Clubs verdächtigt oder angeklagt, illegale Substanzen hergestellt und vertrieben zu haben. Dabei handelt es sich meist um Methamphetamin, in Arizona gelten sie als Kokain-Händler. Im November 2006 hat der United States District Court in Detroit zwei Mitglieder und fünf assoziierte Mitglieder verurteilt. Die sieben Personen haben zusammen Methamphetamin hergestellt. Es handelte sich dabei um den ersten größeren Methamphetamin-Fall in Detroit.
2002 begann eine großangelegte Untersuchung im Club, die 2009 eingestellt wurde. Dabei ging es um den Vorwurf des Drogenschmuggels und -handels. Am 2. April 2009 wurden 18 Mitglieder vom Federal Bureau of Investigation verhaftet, darunter auch der Präsident des Clubs. Insgesamt wurden 42 Feuerwaffen, 3.000 Patronen, drei schusssichere Westen, 12.000 US-Dollar, 15 Spielautomaten, 1.000 Vicodin- und OxyContin-Pillen, 1½ Englische Pfund Methamphetamin und 55 Englische Pfund Marihuana sichergestellt. Zu einer Verurteilung kam es in keinem Fall.
Der District-Court-Richter von New Baltimore, Michigan wurde im April 2009 beschuldigt, dem Club eine besondere Behandlung zukommen gelassen zu haben. Er war ein Jugendfreund des Präsidenten Jeff Garvin Smith. Cassidy erklärte seinen Rücktritt, nachdem seine Wohnung und sein Büro durchsucht worden waren. 2011 wurde Stephen J. Kinzey, Kinesiologie-Professor der California State University, angeklagt, Methamphetamin geschmuggelt zu haben, während er der Gang angehörte.